# Stephanie Kelton
Stephanie Kelton, született Stephanie Bell (1969. október 10. –) amerikai közgazdász, a modern monetáris elmélet (MMT) elnevezésű közgazdaságtudományi iskola vezető képviselője. A heterodox közgazdaságtanon belül a posztkeynesiánusokhoz tartozik.

## Karrierje
A szenátusi Demokrata Párti képviselőcsoport gazdasági tanácsadója. 2016-os elnökjelölti kampányában Bernie Sanders szenátor gazdasági tanácsadója.

## Nézetei
Kelton a modern monetáris elmélet irányzatának prominens képviselője.

## Művei
Bestseller lett 2020-as The Deficit Myth című munkája.

### Magyarul
- A deficitmítosz. A Modern Monetáris Elmélet és az emberközpontú gazdaság születése; ford. Bugár-Buday Orsolya; Napvilág, Budapest, 2022